# サン＝マクシマン＝ラ＝サント＝ボーム
サン＝マクシマン＝ラ＝サント＝ボーム （Saint-Maximin-la-Sainte-Baume、プロヴァンサル語古典語:Sant Maissemin de la Santa Bauma、ミストラル方言:Sant Meissemin de la Santo Baumo）は、フランス、プロヴァンス＝アルプ＝コート・ダジュール地域圏、ヴァール県のコミューン。

## 地理
アルジャン川水源近くの小さな池の前に位置する。まちのある一帯は、北が樹木の生い茂る丘でブドウ畑が点在し、南はサント＝ボーム山地である。
地中海性気候で、夏は暑く、冬は晴天が多く気温が低くなる。春と秋は温暖である。南側にサント＝ボーム山地があるため、ミストラルの影響から幾分守られている。

## 歴史

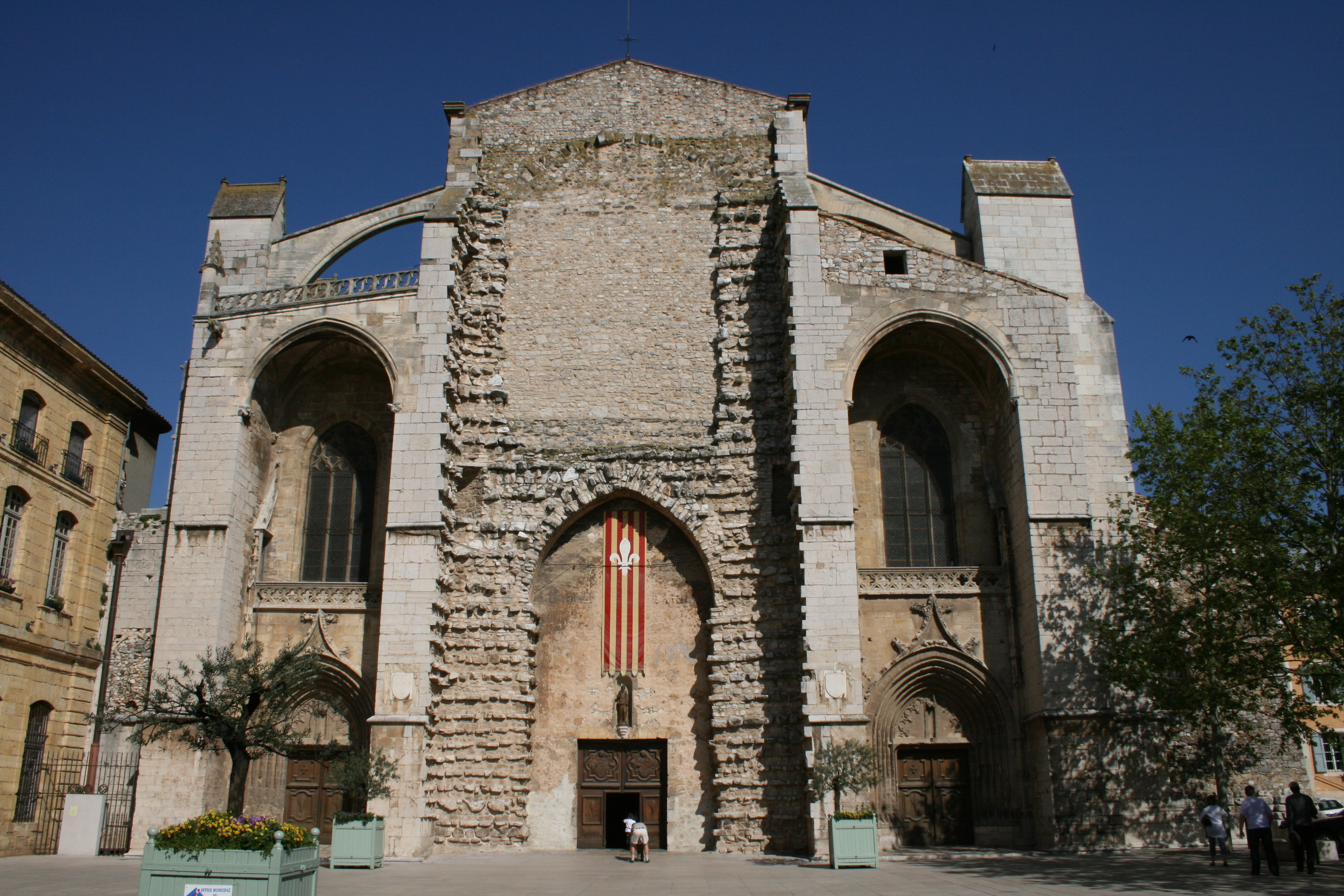
サン＝マクシマン＝ラ＝サント＝ボームのバシリカ

小さなガロ＝ローマ時代の村Villa-Lattaは、エクス大司教マクシマンの死去後、彼の名を地名とした。その名声は、13世紀以降に聖マクシマンの墓と聖マリア・マグダレナの墓の発見に負うところが大きい。
伝承によると、マリア・マグダレナはサント＝ボームの洞窟で何年も苦行を行い、聖マクシマンの墓の下に埋葬された。ボームとはプロヴァンサル語で「洞窟」を意味する。
サラセン人が一帯を荒らし回った710年12月6日、聖人の聖遺物は隠され、1279年に地下納骨堂にてシャルル・ダンジューによって発見された。彼は聖人を祭るバシリカ、そして修道院を建てた。墓の番人としてドミニコ会の修道士が置かれた。
1564年から1566年にかけ国内を行幸していたシャルル9世は、宮廷と王国の大臣を引き連れていた。また彼の弟アンジュー公やアンリ・ド・ナヴァール、ブルボン枢機卿、ロレーヌ枢機卿もいた。
フランス革命が起きるとドミニコ会修道士たちは追放されたが、バシリカと修道院はナポレオン・ボナパルトの実弟リュシアン・ボナパルトが宿泊するという幸運を得た。彼は1794年に宿屋の娘と結婚している。話の上手なリュシアンはブリュテュス（Brutus）と自称し、地元のジャコバン・クラブの代表となった。彼はバシリカの中に食料庫を置き、大オルガンを「ラ・マルセイエーズ」を演奏させることで救った。1790年から1795年までまちは郡庁所在地だった。革命時代には改名させられ、ジャン・ポール・マラーにちなんでMarathonと呼ばれた。

## 史跡
- バシリカ（fr） - 1532年完成。ゴシック様式の大聖堂建築としては、プロヴァンス最大である。

## 経済
AOC指定されているオリーブオイル、ユイル・ドリーヴ・ド・プロヴァンスAOC（fr）の産地である。

## 人口統計
| 1962年 | 1968年 | 1975年 | 1982年 | 1990年 | 1999年 | 2006年 |
| ------ | ------ | ------ | ------ | ------ | ------ | ------ |
| 2755   | 3180   | 4083   | 5511   | 9594   | 12402  | 14183  |

参照元:Ehess et INSEE

## 姉妹都市
- サン・ヴィンチェンツォ、イタリア